# The Fray (Album)
The Fray ist das zweite Studioalbum der gleichnamigen amerikanischen Alternative-Rock-Band The Fray.

## Hintergrund
Im Jahr 2009 brachte The Fray ihr zweites Studioalbum, welches den gleichen Namen wie die Band trägt, durch die Produzenten Aaron Johnson und Mike Flynn, welche bereits das erste Album How to Save a Life produzierten, heraus. Hierfür drehte die Band ein Musikvideo für die Single „You Found Me“ in Chicago.

## Rezeption
The Fray erhielt für ihr zweites Album einige sehr gute Bewertungen, aber auch verbreitet Negative. Das Musikmagazin Rolling Stone zum Beispiel meinte zum Album, dass es „nichts Neues“ sei. Nach Aussagen von Allmusic „bleibt die Art der Songs eigentlich unverändert“ und fehlt es dem Album an „behaupteter Originalität“. Dennoch gab es auch einige positive Rezensionen u. a. von AbsolutePunk, welche andere Meinungen kritisierte. Nach AbsolutePunk „hat das Denver quintet eine charmante, ansprechende Aufzeichnung veröffentlicht, die viel lobenswerter wäre, wenn es nicht so sehr wie sein Vorgänger klänge… es ist nicht unbedingt ein schlechtes Album, wenn es wie sein Vorgänger ist.“ Auch Uncut gab dem Album eine sehr positive Bewertung, indem das Album als „ein ehrliches, schuldiges Vergnügen und nicht nur als eine radiofreundliche Einheitsschichtarbeit“ bezeichnet wird.
Den Kritiken zum Trotz schaffte es The Fray mit ihrem zweiten Album, in den USA direkt auf Platz 1 der Charts zu gelangen. Eine Woche später war das Album allerdings nur noch auf Platz 4.

## Titelliste
| #  | Titel                  | Produktion                         | Länge |
| -- | ---------------------- | ---------------------------------- | ----- |
| 1  | Syndicate              | David Welsh, Isaac Slade, Joe King | 3:29  |
| 2  | Absolute               | Welsh, Slade, King                 | 3:47  |
| 3  | You Found Me           | Slade, King                        | 4:01  |
| 4  | Say When               | Ben Wysocki, Welsh, Slade, King    | 5:01  |
| 5  | Never Say Never        | Welsh, Slade, King                 | 4:16  |
| 6  | Where the Story Ends   | Slade, King                        | 3:57  |
| 7  | Enough for Now         | Slade, King                        | 4:14  |
| 8  | Ungodly Hour           | Slade, King                        | 5:04  |
| 9  | We Build Then We Break | Wysocki, Welsh, Slade, King        | 3:48  |
| 10 | Happiness              | Wysocki, Welsh, Slade, King        | 5:22  |

## Singleauskopplungen
| Jahr | Titel           | Höchstplatzierung, Gesamtwochen, AuszeichnungChartplatzierungen (Jahr, Titel, , Platzierungen, Wochen, Auszeichnungen, Anmerkungen) | Höchstplatzierung, Gesamtwochen, AuszeichnungChartplatzierungen (Jahr, Titel, , Platzierungen, Wochen, Auszeichnungen, Anmerkungen) | Höchstplatzierung, Gesamtwochen, AuszeichnungChartplatzierungen (Jahr, Titel, , Platzierungen, Wochen, Auszeichnungen, Anmerkungen) | Höchstplatzierung, Gesamtwochen, AuszeichnungChartplatzierungen (Jahr, Titel, , Platzierungen, Wochen, Auszeichnungen, Anmerkungen) | Höchstplatzierung, Gesamtwochen, AuszeichnungChartplatzierungen (Jahr, Titel, , Platzierungen, Wochen, Auszeichnungen, Anmerkungen) | Anmerkungen |
| Jahr | Titel           | DE | AT | CH | UK | US | Anmerkungen |
| ---- | --------------- | --- | --- | --- | --- | --- | ----------- |
| 2008 | You Found Me    | DE73 (5 Wo.)DE | AT64 (3 Wo.)AT | CH63 (7 Wo.)CH | UK35 Silber · (6 Wo.)UK | US7 ×4Vierfachplatin · (39 Wo.)US                                                                                                   |             |
| 2009 | Never Say Never | — | — | — | UK87 (… Wo.)UK | US44 (… Wo.)US |             |

### You Found Me
Der Song tauchte erstmals Ende 2007 in YouTube unter dem Namen „Amistad“ auf und wurde anschließend am 20. November 2008 auf der offiziellen Website der Band veröffentlicht. Verwendung findet er unter anderem auch in den TV-Serien Grey’s Anatomy, One Tree Hill und Lost.

### Never Say Never
Never Say Never wurde unter anderem für die Serien One Tree Hill, The Vampire Diaries, Grey’s Anatomy, The Hills und den Kinofilm Transformers – Die Rache verwendet. Bekannt wurde der Song außerdem durch eine auf Wattpad veröffentlichte FanFiction mit dem Namen After, geschrieben von imaginator1D.

## Kommerzieller Erfolg

### Chartplatzierungen
In den USA stieg das Album direkt in die Billboard Hot 100 auf Platz 1, nachdem in der ersten Woche rund 179.000 Kopien verkauft wurden, ein, am 4. März 2009 konnten allein in den USA 336,952 Alben verkauft werden. In der zweiten Woche wurden nur noch ca. 75.000 Kopien verkauft und somit war das Album nur noch auf Platz 4 der Charts in den USA.
| ChartsChartplatzierungen       | Höchstplatzierung | Wochen |
| ------------------------------ | ----------------- | ------ |
| Deutschland (GfK)              | 46 (4 Wo.)        | 4      |
| Österreich (Ö3)                | 49 (2 Wo.)        | 2      |
| Schweiz (IFPI)                 | 47 (6 Wo.)        | 6      |
| Vereinigte Staaten (Billboard) | 1 (50 Wo.)        | 50     |
| Vereinigtes Königreich (OCC)   | 8 (3 Wo.)         | 3      |

| ChartsJahrescharts (2009)      | Platzierung |
| ------------------------------ | ----------- |
| Vereinigte Staaten (Billboard) | 35          |

### Auszeichnungen für Musikverkäufe
| Land/Region                  | Auszeichnungen für Musikverkäufe (Land/Region, Auszeichnung, Verkäufe) | Verkäufe  |
| ---------------------------- | ---------------------------------------------------------------------- | --------- |
| Australien (ARIA)            | Gold                                                                   | 35.000    |
| Kanada (MC)                  | Gold                                                                   | 40.000    |
| Neuseeland (RMNZ)            | Gold                                                                   | 7.500     |
| Vereinigte Staaten (RIAA)    | 2× Platin                                                              | 2.000.000 |
| Vereinigtes Königreich (BPI) | Silber                                                                 | 60.000    |
| Insgesamt                    | 1× Silber · 3× Gold · 2× Platin ·                                      | 2.144.500 |